# Adriaan van Cattenburg
Adriaan van Cattenburg (ur. 2 listopada 1664 w Rotterdamie, zm. 7 marca 1743 w Utrechcie) – niderlandzki teolog protestancki i pastor remonstrancki, profesor teologii, jeden z głównych przywódców swojego wyznania w XVIII wieku.

## Pochodzenie i wykształcenie
Adrian van Cattenburg urodził się w zamożnej rodzinie kupieckiej w Rotterdamie, najważniejszym dla swojego wyznania ośrodku w Republice Zjednoczonych Prowincji, jako syn Hartliefa i Magdaleny z d. Rijkewaert. Został ochrzczony 9 listopada w rotterdamskiej parafii remonstranckiej.
W 1684 rozpoczął studia teologiczne na seminarium swojego wyznania w Amsterdamie, wstępując do tamtejszej parafii remonstranckiej. W 1687 roku został zw. proponent (kandydatem na pastora) i jeszcze w tym samym roku został powołany na trzeciego pastora w swojej rodzinnej miejscowości. Tak szybki awans tak młodego duchownego był uważany za niezwykły i władze kościelne nakazały mu wygłaszać co najmniej jedno kazanie w tygodniu w parafii w Delfcie.
Uchodzący za zdolnego kaznodzieję (zbiór jego kazań ukazał się dopiero po jego śmierci w 1737 i 1739), van Cattenburgh doprowadził do wygaszenia konfliktów w parafii rotterdamskiej, ale za cenę usunięcia radykalnych (i unitarianizujących) kolegiantów w parafii. Zapewne od tego czasu datuje się jego niechęć do socynianów i braci polskich.

## Profesor teologii, stosunek do socynianizmu i braci polskich
W 1712 roku, po śmierci Filipa van Limborch, został mianowany profesorem teologii w amsterdamskim seminarium teologicznym swojego wyznania. W przeciwieństwie do poprzednika nie miał sympatii do antytrynitaryzmu i starał się powstrzymać jego wpływ w swoim kościele. W wydał w 1728 roku w Amsterdamie pracę Bliotheca scriptorum remonstrantium, cui subjunctum est: Specimen controversiarum inter remonstrantes et Socinum ejusque asseclas, exhibitum ipsissimis scriptorum verbis. W dziele tym, choć przyznawał, że remonstranci podobnie jak socynianie odrzucają kalwińską predestynację oraz podobnie interpretują śmierć Chrystusa na krzyżu, to jednocześnie umieścił obszerne zestawienie, w których miejscach nauczanie remonstrantów i braci polskich jest od siebie odmienne. Historycy remonstrantyzmu uznają, że Cattenburg w ten sposób zatrzymał ewolucję remonstrantów w kierunku uniatarianizmu, choć jego rzeczowa i pozbawiona animozji polemika z Faustem Socynem zdjęła z tego ostatniego i tej teologii odium w Niderlandach.
Chęć utrzymania niezależności teologicznej remonstrantów przez Cattenburga doprowadziła także do zerwania dotychczasowych dobrych relacji z niderlandzkimi mennonitami. Jego lekceważąca uwaga o nich jako o „wielochrzczeńcach” oraz odmowa przeproszenia doprowadziła do tego, że w 1735 roku menonici zaprzestali wysyłania swoich kandydatów na pastorów do seminarium remonstranckiego w Amsterdamie, a z czasem do zerwania współpracy w wielu małych, wspólnych parafiach. Także pod tym względem Cattenburg zerwał z ekumeniczną tradycją swojego poprzednika, van Limborcha. Kontynuował natomiast jego nacisk na teologię praktyczną i coraz bardziej racjonalną, która zdominowała to wyznanie do końca wieku.
W 1737 wydał Syntagma sapientiae mosaicae, w której atakował deizm, libertynizm i ateizm.
W 1737 roku zrezygnował z nauczania w seminarium i przeszedł na emeryturę, osiedlając się w Utrechcie, gdzie zmarł. Katedrę po nim objął Johannes Dierberge (1686-1746).
Cattenburg był i jest uważany za jednego z ważniejszych i większych teologów remonstranckich, choć skutki jego decyzji i jego wpływ na wyznanie były mieszane. Rosnąca samoizolacja teologiczna remonstrantów miała miejsce w okresie, gdy liczba mieszkańców Niderlandów zaczęła spadać. Spadek liczebności i liczby parafii remonstrantów był tak duży, że prawie doprowadził do zaniku tego wyznania na końcu XVIII wieku.

## Rodzina
W 1696 roku poślubił w Rotterdamie Marię Cornelię Snegt. Mieli razem syna Adriaana Młodszego, ochrzczonego 10 lipca 1712 roku w parafii w Rotterdamie.
W swoim testamencie zapisał swoją bibliotekę swojemu wyznaniu, ufundował także fundusz na utrzymanie wdów po pastorach remonstranckich istniejący do dziś.

## Ważniejsze dzieła
- Bliotheca scriptorum remonstrantium, cui subjunctum est: Specimen controversiarum inter remonstrantes et Socinum ejusque asseclas, exhibitum ipsissimis scriptorum verbis, Amsterdam 1728
- Syntagma sapientiae mosaicae in quo multa ex prioribus Mosis Libris eruuntur contra Atheos, Deistas et Libertinos, variaque illustrantur de antiquitate multarum artium et scientarum, Amsterdam 1737

## Źródła
- Biogram S.B.J. Zilverberg w: Biografisch Lexicon voor de geschiedenis van het Nederlands Protestantisme
- Eric H. Cosse, Meer verschil dan overeenkomst Remonstrantisme en socinianisme vergeleken door Adriaan van Cattenburgh in zijn Specimen controversiarum inter remonstrantes et Socinum w Doopsgezinde Bijdragen (2004), s. 141–152.